# Gondolin
Gondolin, iz Tolkienoveove mitologije, je skriveni vilenjački grad kojeg je osnovao Turgon tijekom Prvog doba. Tolkien je opisao ime grada kao sindarinski oblik kvenjske riječi Ondolindë, koja znači "Skrivena Stijena".
Kao što je napisano u Silmarillionu, Valar Ulmo, Gospodar Voda, je u snu noldorskom kralju Turgonu Mudrom otkrio smještaj doline Tumladena. Pod božanskim vodstvom Ulma, Turgon je otišao iz svog kraljevstva u Nevrastu i pronašao dolinu. Unutar Ehorijata, Kružnog gorja, zapadno od Dortoniona i istočno od rijeke Siriona, ležala je ravnica sa svih strana okružena oštrim liticama, s uskim klancem i tunelom, poznatim kao Skriveni put, koji iz ravnice vodi ka jugozapadu.
U sredini doline se nalazilo brdo, koje se zvalo Amon Gwareth, Promatračko Brdo. Turgon je odlučio tu osnovati svoj grad, napravljen po uzoru na grad Tirion iz Valinora kojeg je noldarski narod morao napustiti kad je otišao u izbjeglištvo, koji će sa svih strana biti zaštićen planinama te tako skriven Mračnom gospodaru Morgothu.
Turgon i njegov narod su u tajnosti izgradili Gondolin. Nakon što je gradnja završena, Turgon se sa svim svojim narodom iz Nevrasta - gotovo trećinom stanovništva Noldora - kao i s gotovo tri četvrtine sjevernih Sindara 53. godine Prvog doba, odselio u Gondolin. Izvorno ime koje je Gondolinu dao Turgon po izvorima Amon Gwaretha je Ondolindë, što na kvenjskom znači "Stijena vodene glazbe". Ime je kasnije promijenjeno u svoj sindarinski oblik.
Skriveni put je bio zaštićen sa sedam vrata, koja su bila pod stalnom stražom; prva vrata su bila drvena, druga kamena, a zatim su slijedila vrata od bronce, željeza, srebra, zlata i čelika. Izgradnja grada završena je 116. godine. 
Stanovnici Gondolina pod Turgonovim vodstvom napustili su svoje kraljevstvo samo 471. godine kako bi sudjelovali u Nirnaeth Arnoediadu, Bitci suza nebrojenih. Pri samom kraju te tragične bitke su se uz pomoć Húrina Thaliona ipak uspjeli neopaženo povući u Gondolin. Grad je razoren 510. godine Prvog doba, kad ga je Morgothu izdao Turgonov nećak Maeglin, nakon čega su grad opustošile Morgothove vojske.